# Villa Victorien-Sardou
Ne doit pas être confondu avec Rue Victorien-Sardou (Paris) ou Square Victorien-Sardou.
La villa Victorien-Sardou est une voie du 16e arrondissement de Paris, en France.

## Situation et accès

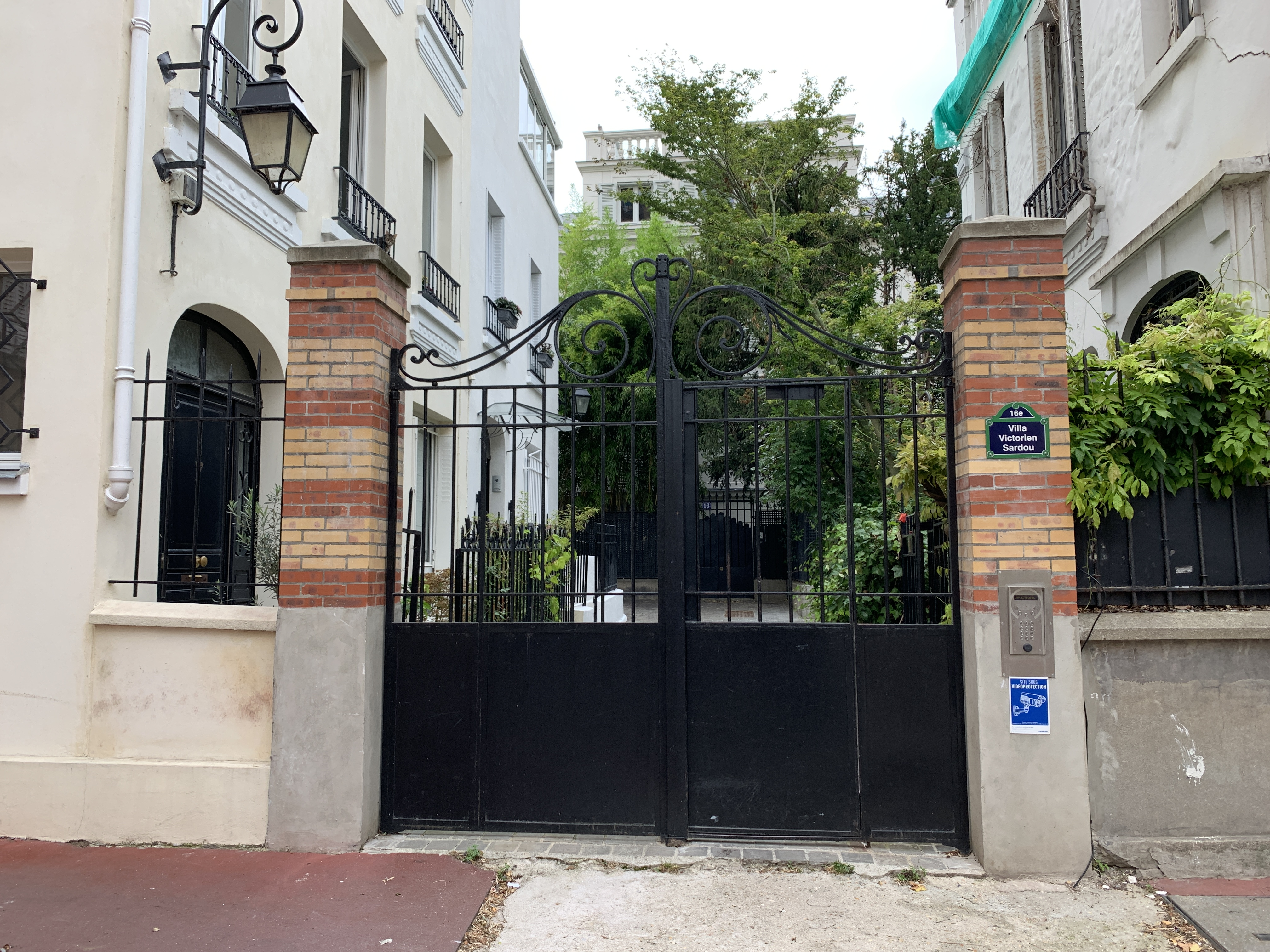
Portail.

La villa Victorien-Sardou est une voie privée située dans le 16e arrondissement de Paris. Elle débute au 9, rue Victorien-Sardou et se termine en impasse.

## Origine du nom
Elle porte le nom de l'auteur dramatique français Victorien Sardou (1831-1908).

## Historique
Cette voie est ouverte sous sa dénomination actuelle en 1927.